# Govornik
Govórnik ali retórik je oseba, ki se poklicno ali ljubiteljsko ukvarja z govorništvom ali retoriko, kar pomeni, da v javnosti svojim poslušalcem ustno daje informacije o določeni temi. Če hoče delovati z uspehom, mora spretno izbirati besede in dobro znati vplivati na poslušalce. 

## Slavni govorniki
- Alkidamas
- Mark Tulij Cicero
- Gaj Julij Cezar
- Adolf Hitler